# Johann Philipp
Johann Philipp, Philipp János (Gyimótfalva, 1843. december 11. – ?) evangélikus nép- és polgári iskolai tanító.

## Élete
Ifjúkorát a felsőlövői (Vas megye) tanintézetekben töltötte, az ottani reáliskolába járt és 16 éves korában átlépett az ugyanott fennálló azon időben négy évfolyamból álló képzőbe, melyet elvégzett. A képzőt 1863. júliusban hagyta el; de már azon év szeptemberében a felsőlövői tanintézetek iskolai tanácsa meghívta segédtanárnak. Ezen állásában öt évig maradt, amíg végül 1868-ban a szepesiglói evangélikus egyházközség meghívta tanítójának.
Cikkei az Ungar. Schulboteban (1872. Die allgemeine Wehrpflicht und der Lehrerstand, 1873. Der Unterricht der Erwachsenen); a Kaschauer Zeitungban (1877. 89., 90. sz. Volksschule u. Mittelschule); még több nevelési és társadalmi cikket írt különösen a Zipser Anzeigerbe s a Zipser Boteba.

## Munkái
- Sagen aus der Karpathenwelt für Jung und Alt. Igló, 1881
- Der Religionsunterricht in den vorzüglichsten biblischen Geschichten für die Mittelklassen der Volksschulen. 2. Aufl. Uo. 1882
- Leitfaden für den Unterricht in der Geographie für die IV., V. u. VI. Klasse der Volksschule. 2. Auflage. Uo. 1882. (3. kiadás. «Mit Berücksichtigung der neusten Ereignisse» mellékczímmel. Bpest, 1888. Szövegrajzokkal)
- Die Heimatskunde. Erster geographischer Unterricht für die III. Klasse der Volksschulen. Szepes-Igló, 1892. Hat szövegképpel
- Die Christliche Religion in Sprüchen, Versen und Erzählungen zum Gebrauch für die I. u. III. Kl. der evang. Volksschulen. I. Theil. 8. verb. Auflage. Uo. (1898)
- Die Christliche Religion und Grund der biblischen Geschichten. Zum Gebrauch für die III. u. IV. Klasse der evang. Volksschulen. II. Theil. 8. verb. Aufl. Uo. 1898. (Első díjjal jutalmazott munka)
- Die Christliche Religion in ihren Grundzügen zum Gebrauch für die V. u. VI. Klasse der evang. Volksschulen. III. Theil. 6. verb. Auflage. Uo. 1892
- Földrajz a népiskolák V. és VI. osztálya számára különös tekintettel a német tannyelvű népiskolákra. III. rész. A legújabb statisztikai adatok alapján javított, 5 ábrával ellátott 3. kiadás. Uo. 1895